# Crocidura phuquocensis
Crocidura phuquocensis é uma espécie de musaranho da família Soricidae. Endêmica do Vietnã, está restrita a ilha de Phu Quoc.